# Pristipomoides multidens
Pristipomoides multidens es una especie de peces de la familia Lutjanidae en el orden de los Perciformes.

## Morfología
• Los machos pueden llegar alcanzar los 90 cm de longitud total.

## Alimentación
Come peces, gambas, cangrejos, langostas, calamares, gasterópodos y Urochordatas.

## Hábitat
Es un pez de mar de clima tropical y asociado a los  arrecifes de coral que vive entre 40-245 m de profundidad.

## Distribución geográfica
Se encuentra desde el Mar Rojo, el Mar de Arabia y la África Oriental hasta Samoa, el sur del Japón  y Australia.